# سیارک ۲۳۷۵۲
سیارک ۲۳۷۵۲ (به انگلیسی: 23752 Jacobshapiro، نامگذاری:1998KB41) بیست و سه هزار و هفتصد و پنجاه و دومین سیارک کشف شده‌است که در ۲۲ مه ۱۹۹۸ کشف شد.
قدر مطلق سیارک برابر ۱۰.۷ است.